# Scrub Island (Anguilla)
Scrub Island è un'isola disabitata situata vicino alla punta orientale di Anguilla (sono separate da un canale largo circa 600 metri), la sua superficie è di 3,48 km².

## Descrizione
Il territorio interno è composto da basse colline ricoperte da arbusti e vegetazione. Tra la fauna dell'isola è da segnalare la presenza di capre selvatiche.
Nei pressi di Scrub Island sono comuni gli avvistamenti di balene, soprattutto a ovest dell'isola, lungo la costa meridionale.
L'isola è per la maggior parte proprietà privata della famiglia Hodge, solo le spiagge sono considerate suolo pubblico, come del resto tutte le spiagge del territorio di Anguilla.

## Storia
Sull'isola sono visibili i resti di una vecchia pista di atterraggio privata abbandonata.
L'isola in passato fu anche uno scalo utilizzato dai trafficanti di droga per le loro attività illecite: nel 1983 la DEA, l'agenzia anti-droga statunitense, fece un blitz per porre fine alle attività legate al traffico di stupefacenti.
Sul fondale dell'isola giacciono i resti di un galeone spagnolo, il Prusiano (noto anche come Concordia) che fece naufragio nella notte dell'8 luglio 1772 dopo essere stato sorpreso da una tempesta.